# Matplotlib
Matplotlib ist eine Programmbibliothek für die Programmiersprache Python, die es erlaubt, mathematische Darstellungen aller Art anzufertigen.

## Beschreibung
Matplotlib kann mit Python 2.x (bis Matplotlib 2.2.x) und 3.x verwendet werden und funktioniert auf allen gängigen Betriebssystemen. Dabei wird eine Python-ähnliche objektorientierte Schnittstelle verwendet. Nach dem Importieren der Bibliothek kann man graphische Darstellungen mithilfe der Python-Konsole erzeugen. Man kann jedoch auch Matplotlib in bestehende Python-Programme integrieren. Dazu verwendet Matplotlib Anbindungen zu GUI-Bibliotheken wie GTK+, Qt, wxWidgets und Tk. Die Grafiken können in einer Vielzahl von Formaten erstellt werden, z. B.: SVG, PNG, Anti-Grain Geometry, EPS, PDF.

## Entwicklung
Die erste Version von Matplotlib wurde von John D. Hunter in den Jahren 2002 und 2003 entwickelt. Gleich zu Beginn war es als freie Open-Source-Bibliothek gedacht. Heute wird die Entwicklung auf GitHub von vielen Personen vorangetrieben.

## Beispiele

Kurven
```
>>>
 
import
 
matplotlib.pyplot
 
as
 
plt

>>>
 
import
 
numpy
 
as
 
np

>>>
 
a
 
=
 
np
.
linspace
(
0
,
 
8
,
 
501
)

>>>
 
b
 
=
 
np
.
exp
(
-
a
)

>>>
 
plt
.
plot
(
a
,
 
b
)

>>>
 
plt
.
show
()

```

Histogramm
```
>>>
 
import
 
matplotlib.pyplot
 
as
 
plt

>>>
 
from
 
numpy.random
 
import
 
normal
,
rand

>>>
 
x
 
=
 
normal
(
size
=
200
)

>>>
 
plt
.
hist
(
x
,
 
bins
=
30
,
 
edgecolor
=
'black'
)

>>>
 
plt
.
show
()

```

Streudiagramm
```
>>>
 
import
 
matplotlib.pyplot
 
as
 
plt

>>>
 
from
 
numpy.random
 
import
 
rand

>>>
 
a
 
=
 
rand
(
100
)

>>>
 
b
 
=
 
rand
(
100
)

>>>
 
plt
.
scatter
(
a
,
 
b
,
 
edgecolor
=
'black'
)

>>>
 
plt
.
show
()

```

3D-Plot
```
>>>
 
from
 
matplotlib
 
import
 
cm

>>>
 
from
 
mpl_toolkits.mplot3d
 
import
 
Axes3D

>>>
 
import
 
matplotlib.pyplot
 
as
 
plt

>>>
 
import
 
numpy
 
as
 
np

>>>
 
fig
 
=
 
plt
.
figure
()

>>>
 
ax
 
=
 
fig
.
add_subplot
(
projection
=
'3d'
)

>>>
 
X
 
=
 
np
.
arange
(
-
5
,
 
5
,
 
0.25
)

>>>
 
Y
 
=
 
np
.
arange
(
-
5
,
 
5
,
 
0.25
)

>>>
 
X
,
 
Y
 
=
 
np
.
meshgrid
(
X
,
 
Y
)

>>>
 
R
 
=
 
np
.
sqrt
(
X
**
2
 
+
 
Y
**
2
)

>>>
 
Z
 
=
 
np
.
sin
(
R
)

>>>
 
surf
 
=
 
ax
.
plot_surface
(
X
,
 
Y
,
 
Z
,
 
rstride
=
1
,
 
cstride
=
1
,
 
cmap
=
cm
.
coolwarm
,
 
edgecolor
=
'black'
)

>>>
 
plt
.
show
()

```

Weitere Beispiele